# Russy (Friburgo)
Russy é uma comuna da Suíça, localizada no Cantão de Friburgo, com 208 habitantes, de acordo com o censo de 2010 . Estende-se por uma área de 3,7 km², de densidade populacional de 56 hab/km². Confina com as seguintes comunas: Corcelles-près-Payerne (VD), Domdidier, Dompierre, Léchelles e Montagny.
A língua oficial nesta comuna é o francês.

## Idiomas
De acordo com o censo de 2000, a maioria da população fala francês (97,9%), sendo o alemão a segunda língua mais comum, com 1,5%, e o polonês a terceira, com 0,5%.